# Diploschistes conceptionis
Diploschistes conceptionis är en lavart som beskrevs av Vain. Diploschistes conceptionis ingår i släktet Diploschistes och familjen Graphidaceae.   Inga underarter finns listade i Catalogue of Life.